# Colias harfordii
Colias harfordii é uma borboleta da família Pieridae. Encontra-se desde o sul da Califórnia costeira até sul, ao Condado de San Diego. O habitat natural consiste em florestas e clareiras.
As larvas se alimentam das folhas de Astrágalo douglasii.